# Radicaal 132
Radicaal 132 is een van de 29 van de 214 Kangxi-radicalen dat bestaat uit zes strepen.
In het Kangxi-woordenboek zijn er 34 karakters die dit radicaal gebruiken.

## Karakters met het radicaal 132
| Strepen | Karakter |
| ------- | -------- |
| + 0     | 自       |
| + 1     | 臫       |
| + 4     | 臬 臭    |
| + 6     | 臮 臯 臰 |
| + 9     | 臱       |
| + 10    | 臲       |

Orakelbotkarakter
Bronskarakter
Groot zegelkarakter